# Bhrikuti

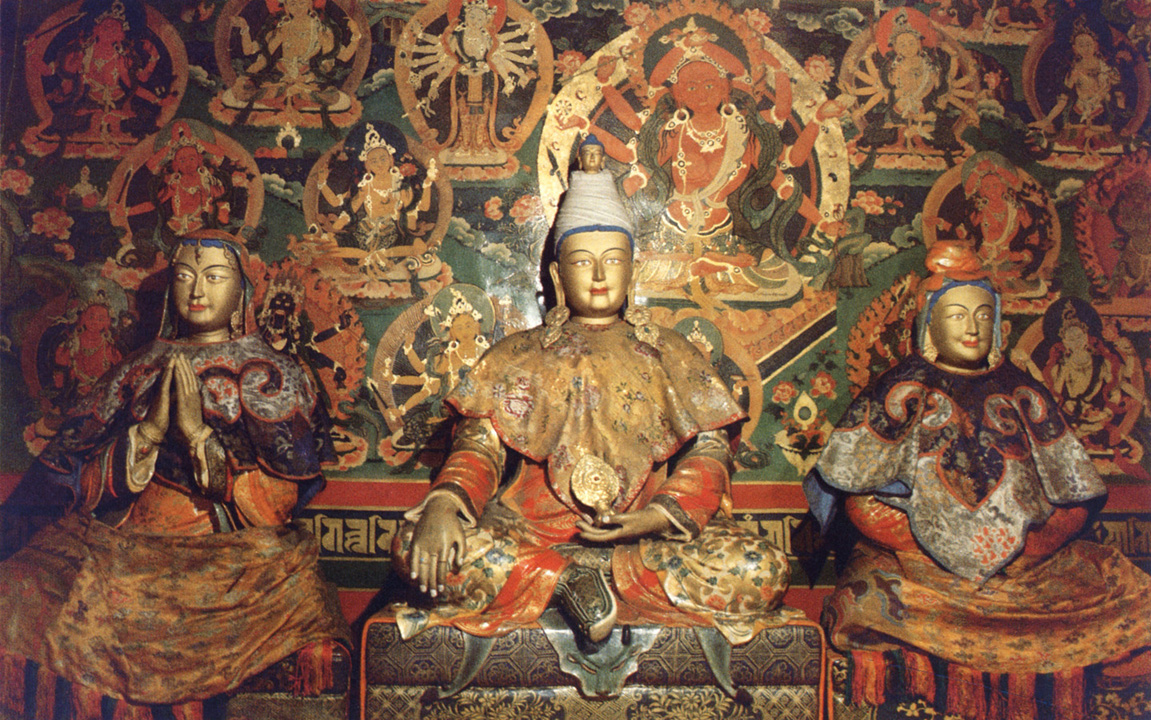
Szongcen Gampo (középen) Vencseng hercegnő (jobbra) és Bhrikuti (balra) társaságában.

Bhrikuti hercegnő (nepáli: Dhrikuti Dévi, tibeti: Balmoza' Khricun és Bhelsa Tritsun) vagy egyszerűen Khricun („Királyi hölgy”), hagyományosan Szongcen Gampo (605? - 650) tibeti király első felesége, és egyben Tárá, az együttérzés istennőjének a megtestesülése. Úgy is nevezték, hogy „Besa”, aki a nepáli Liccsavi királyság hercegnője volt.
Annak ellenére, hogy Bhrikuti személyének létezése nem bizonyított - nem szerepel a Tunhuangban megtalált dokumentumok között a neve - a kutatók egyre több utalást találnak arra, hogy létező személy volt. Minden bizonnyal szoros kapcsolat volt Tibet és Nepál között ebben a korban.
Sok tibeti tartja Bhrikutit Amsuvarma (605-621) lányának, aki I. Sivadevától örökölte a trónját. Amennyiben ez tényleg így volt, akkor a Szongcen Gampóval kötött házasság valamikor 624 előtt kellett, hogy történjen. Acsarja Kirti Tulku Loszang Tendzin azonban azt állítja, hogy Szongcen Gampo 632-ben vette el a nepáli hercegnőt.
Egyes tibeti legendák szerint azonban egy Go Csa nevű nepáli királynak (a tibeti név szó szerinti jelentése alapján arra következtetnek, hogy ez Udajavarman személyének felel meg) volt egy Bri-btumn vagy Bhrkuti nevű lánya.
Minden bizonnyal Udajavarman ugyanaz a személy, mint Udajadeva, I. Sivadeva fia, és a későbbi Amsuvarmá örököse. Róla szintén úgy tartják, hogy ő volt Narendradeva (tibeti: Mivang-Lha) apja. Ha ez igaz, akkor Narendradeva és Bhrikuti testvérek voltak.
Narendradeva személyéről viszonylag sok történelmi ismeret található. Az Tang régi könyv szerint amikor Nepál királya, a Liccsavi király, Naling Deva (vagy Narendradeva), meghalt, az egyik nagybátyja, Visnagupta foglalta el a trónját. A tibetiek menedéket nyújtottak Narendradeva számára, majd segítettek neki elfoglalni a trónt 641-ben. Ilyen módon vált Tibeti a nepáli király vazallusává.
Pontosan nem lehet tudni, hogy Szongcen Gampo mikor vette el Bhrikutit, azonban valószínűleg akkor, amikor Narendradeva elszökött Tibetbe (621 körül), amikor Dhruvadeva vette át a trónt (aki, egy 623-as felirat tanúsága szerint, közösen uralkodott Dzsisnuguptával)

## Bhrikuti Tibetben

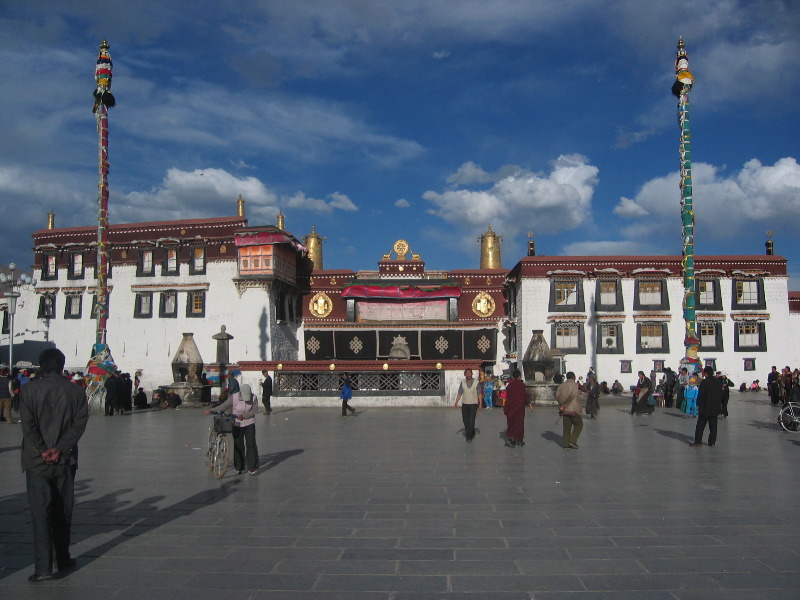
Vencseng és Bhrikuti hagyatéka—Dzsokhang templom Tibetben—a nászajándékként hozott Buddha-szobrok és egyéb tárgyak részére.

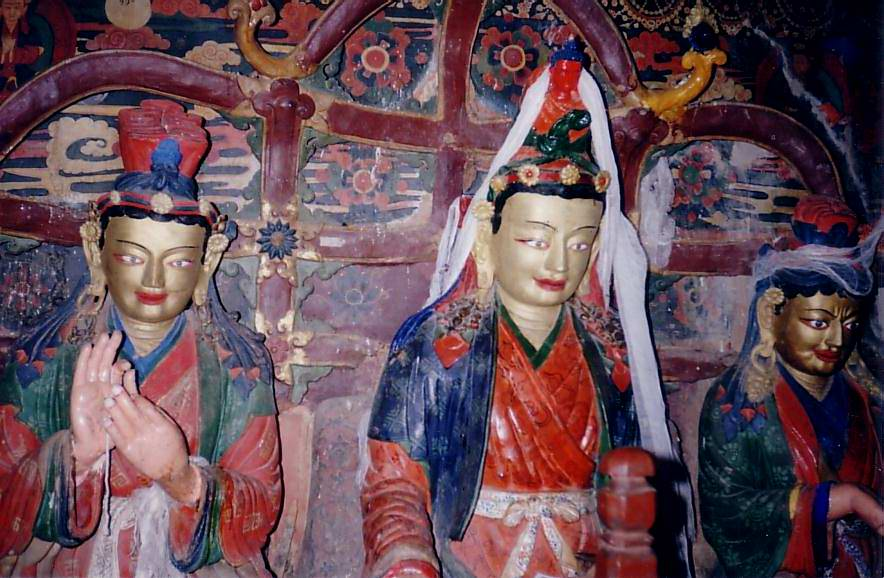
Balról jobbra: Bhrikuti Dévi, Szongcen Gampo és Vencseng hercegnő.

A híres tibeti történelmi könyv, a Ba testamentuma szerint miután Szongcen Gampo feleségül vette a nepáli király lányát, Khricunt, épített egy templomot Lhásza városában és további templomokat az ország más területein. Egyik miniszterét Indiába küldte, hogy az indiai írás mintájára saját tibeti írást alkossanak
A tibeti hagyományok szerint Bhrikuti buddhista volt és sok szent képet, szobrot és mesterembert vitt magával Tibetbe a hozománya részeként. A lhászai Vörös palotát (Mar-po-ri Pho-drang), amelyet később újból felépítettek a tizenhárom emeletes Potala palotában (az 5. dalai láma) nepáli mesterek építették Bhrikuti kívánsága szerint. Állítólag ő emeltette a Szamje kolostor szobrait. Úgy is nevezik, hogy Mikjo Dordzse (Manuvadzsra) szobor. Ez valószínűleg nem a hercegnő által Nepálból hozott szobor, ugyanis a templomot már legalább két alkalommal kifosztották - először a mongolok, majd a kínaiak az 1960-as években. Az alsó részét állítólag megtalálták egy lhászai szeméttelepen, a felső részét pedig Pekingben. A részeket összeállítottak és körbevették nyolc bódhiszattva alakjával.
Szongcen Gampo és Bhrikuti közösen építtette meg a Culag Khang (magyarul „Bölcsesség háza”) templomot a szobrok számára. Az épület jelenlegi neve Dzsokhang („Az úr háza”), amely Tibet legszentebb temploma, a tibeti főváros szívében. Ekkor épült a dMar-po-ri fehér palota, amely az új birodalmi főváros kormányzati központja lett.
Bhrikutit általában zöld Táráként ábrázolják a tibeti ikonográfiában. Szongcen Gampo másik külföldi felesége a kínai Vencseng hercegnő volt, akit szintén Tárá reinkarnációjának tartanak. Ő a fehér Tárá.